# Чемпионат Канады по кёрлингу на колясках
Чемпионат Канады по кёрлингу на колясках — ежегодный турнир канадских команд по кёрлингу на колясках (команды смешанные — в команде должны быть как мужчины, так и женщины). Проводится ежегодно с 2004 года. Организатором является Ассоциация кёрлинга Канады (англ. Curling Canada).
Команда-победитель чемпионата получает право представлять Канаду как сборная Канады («Команда Канады», англ. Team Canada) на очередном чемпионате мира, который проходит в этом же году. Отбор команды для участия в зимних Паралимпийских играх проводится на отдельном турнире.

## Места проведения и призёры
Составы указаны в порядке: четвёртый, третий, второй, первый, запасной (если есть), тренер (если есть); скипы выделены полужирным шрифтом.
| Год              | Золото | Серебро | Бронза | Место проведения                  |
| ---------------- | --- | --- | --- | --------------------------------- |
| 2004             | Канада · Крис До, Bruce McAninch, Jim Primavera, Карен Блэчфорд                                                    | | | Лондон (Онтарио)                  |
| 2005             | Канада · Крис До, Bruce McAninch, Jim Primavera, Карен Блэчфорд, Джерри Аустгарден (запасной)                      | | | Ричмонд (Британская Колумбия)     |
| 2006             | Канада · Крис До, Джерри Аустгарден, Гэри Кормак, Соня Годе, Карен Блэчфорд (запасной)                             | | | Ричмонд (Британская Колумбия)     |
| 2007             | Британская Колумбия · Дэррил Нейбор, Frank LaBounty, Whitney Warren, Jacqueline Roy, Jim Shannon (запасной)        | | | Оттава (Онтарио)                  |
| 2008             | Британская Колумбия · Джим Армстронг, Frank LaBounty, Whitney Warren, Jacqueline Roy, Vincent Miele (запасной)     | | | Виннипег (Манитоба)               |
| 2009             | Британская Колумбия · Джим Армстронг, Frank LaBounty, Whitney Warren, Jacqueline Roy, Дэррил Нейбор (запасной)     | | | Lower Sackville (Новая Шотландия) |
| 2010             | Британская Колумбия · Гэри Кормак, Rich Green, Vince Miele, Corinne Jensen, Samantha Siu (запасной)                | | | Келоуна (Британская Колумбия)     |
| 2011             | Манитоба · Chris Sobkowicz, Деннис Тиссен, Melissa Lecuyer, George Horning, Don Kalinsky (запасной)                | Альберта · Бруно Йизек, Jack Smart, Anne Hibberd, Bridget Wilson                                                                    | Новая Шотландия · Michael Fitzgerald, Laughlin Rutt, Trendal Hubley-Bolivar, Debbie Earle                                 | Эдмонтон (Альберта)               |
| 2012             | Саскачеван · Darwin Bender, Gil Dash, Мари Райт, Larry Schrader, Lorraine Arguin (тренер), Bob Capp (тренер)       | Альберта · Бруно Йизек, Jack Smart, Martin Purvis, Anne Hibberd, Bridget Wilson (запасной), Andy Jones (тренер)                     | Онтарио · Марк Айдесон, Katie Paialunga, Tony Reynen, Shannon Wilcox, Jacqui Kinahan (запасной), Ernie Comerford (тренер) | Тандер-Бей (Онтарио)              |
| 2013             | Квебек · Benoît Lessard, Carl Marquis, Sébastien Boisvert, Johanne Daly, Germain Tremblay (тренер)                 | Британская Колумбия · Гэри Кормак, Frank LaBounty, Vince Miele, Alison Duddy, Samantha Siu (запасной), Karen Watson (тренер)        | Альберта · Бруно Йизек, Jack Smart, Martin Purvis, Anne Hibberd, Wendy Frazier (запасной), Andy Jones (тренер)            | Оттава (Онтарио)                  |
| 2014             | Манитоба · Деннис Тиссен, Mark Wherrett, Джейми Ансью, Melissa Lecuyer, Tom Wherrett (тренер)                      | Квебек · Benoît Lessard, Carl Marquis, Sébastien Boisvert, Johanne Daly, Germain Tremblay (тренер)                                  | Онтарио · Mike Munro, Марк Айдесон, Katie Paialunga, Christine Lavallee, Tony Reynen (запасной), Chris Bowden (тренер)    | Бушервиль (Квебек)                |
| 2015             | Британская Колумбия · Джерри Аустгарден, Дэррил Нейбор, Frank LaBounty, Alison Duddy, Brad Burton (тренер)         | Квебек · Benoît Lessard, Carl Marquis, Johanne Daly, Christine Lavallée, Germain Tremblay (тренер)                                  | Манитоба · Деннис Тиссен, Mark Wherrett, Джейми Ансью, Melissa Lecuyer, Tom Wherrett (тренер)                             | Бушервиль (Квебек)                |
| 2016             | Саскачеван · Darwin Bender, Мари Райт, Gil Dash, Larry Schrader                                                    | | | Реджайна (Саскачеван)             |
| 2017             | Манитоба · Деннис Тиссен, Mark Wherrett, Джейми Ансью, Carolyn Lindner                                             | | | Бушервиль (Квебек)                |
| 2018             | Саскачеван · Мари Райт, Gil Dash, Darwin Bender, Larry Schrader                                                    | | | Leduc (Альберта)                  |
| 2019             | Альберта · Jack Smart, Martin Purvis, Бруно Йизек, Anne Hibberd, Wendy Frazier (запасной), Bridget Wilson (тренер) | Манитоба · Деннис Тиссен, Mark Wherrett, Джейми Ансью, Carolyn Lindner, Jennifer Balcaen (запасной), Gord MacKay (тренер)           | Онтарио 1 · Джим Армстронг, Коллинда Джозеф, Джонатон Тёрстон, Reid Mulligan, Bruce Gorsline (тренер)                     | Бушервиль (Квебек)                |
| 2020, 2021, 2022 | чемпионат отменён из-за пандемии COVID-19                                                                          | чемпионат отменён из-за пандемии COVID-19                                                                                           | чемпионат отменён из-за пандемии COVID-19                                                                                 | Бушервиль (Квебек)                |
| 2023             | Саскачеван 1 · Gil Dash, Мари Райт, Darwin Bender, Moose Gibson, Lorraine Arguin (тренер)                          | Северное Онтарио · Douglas Dean, Gino Sonego, Rick Bell, Lola Graham, Doug Gelmich (тренер), Mike Bergquist (тренер)                | Альберта 1 · Jack Smart, Martin Purvis, Terry Fowler, Wendy Frazier, Kendra Ohama (запасной)                              | Мус-Джо (Саскачеван)              |
| 2024             | Саскачеван 1 · Gil Dash, Мари Райт, Moose Gibson, Sheryl Pederson, Lorraine Arguin (тренер)                        | Ньюфаундленд и Лабрадор · Doug Dean, Felix Green, Katie Hubbard, Cecilia Carroll, Gary Ryan (тренер)                                | Британская Колумбия · Джерри Аустгарден, Айна Форрест, Rick Robinson, Glen McDonald, Sharon Morrison (тренер)             | Мус-Джо (Саскачеван)              |
| 2025             | Северное Онтарио · Douglas Dean, Gino Sonego, Rick Bell, Lola Graham, Aimee Epp (запасной), Doug Gelmich (тренер)  | Квебек 1 · Carl Marquis, Johanne Mathieu, Sébastien Boisvert, Noemie Gagné, François Lacourse (запасной), Germain Tremblay (тренер) | Британская Колумбия 1 · Rick Robinson, Айна Форрест, Джерри Аустгарден, Glen McDonald, Sharon Morrison (тренер)           | Бушервиль (Квебек)                |